# Тунгнафедльсйёкюдль (вулкан)
Тунгнафедльсйёкюдль (исл. Tungnafellsjökull) — потухший вулкан в Исландии.
Находится в центральной части Исландского плато, на территории региона Нордюрланд-Эйстра, входит в состав национального парка Ватнайёкюдль. Является одной из высочайших гор в районе, его высота равняется 1535 метрам.
Последнее извержение произошло более 2000 лет назад. В значительной мере покрыт одноимённым ледником.